# Žan Tabak
Žan Tabak (Split, 15 de junio de 1970) es un entrenador y exjugador de baloncesto croata que jugó durante 6 temporadas en la NBA, además de varias ligas europeas como la croata, la española o la italiana. Con 2,13 metros de altura ocupaba la posición de pívot. Actualmente dirige al Trefl Sopot de la TBL.

## Trayectoria deportiva

### Primeros años en Europa
Perteneciente a la cantera de la Jugoplastika Split, jugó en el equipo de su ciudad entre 1985 y 1992, donde coincidió con jugadores de la talla de Toni Kukoč o Dino Radja, con los que ganó en tres ocasiones consecutivas la Copa de Europa de Baloncesto, entre los años 1989 y 1991. Kukoc y Radja fueron elegidos en la segunda ronda de los drafts de 1989 y 1990 respectivamente, mientras que Tabak lo fue al año siguiente, siendo elegido en el puesto 51 del Draft de la NBA de 1991 por Houston Rockets. Sin embargo continuó jugando un año más en Split, para al año siguiente fichar por el Libertas Livorno de la liga italiana, pasando a la temporada siguiente a engrosar las filas del Recoaro Milano. En ambas temporadas promedió un doble-doble en puntos y rebotes, con un porcentaje de tiro del 62%.

### NBA
Tres años después de haber sido seleccionado en el draft, y con 9 de carrera profesional, Tabak firmó por fin con Houston Rockets el 20 de julio de 1994. Su temporada como rookie no fue demasiado productiva, ya que apenas contó con la confianza del entrenador, limitándose a dar unos pocos minutos de descanso al pívot titular, Hakeem Olajuwon. A pesar de ello, ese año ganó su único anillo de campeón de la NBA.
Al año siguiente fue incluido en el draft de expansión, siendo elegido por Toronto Raptors. Allí consiguió más minutos de juego, pero una fascitis plantar le hizo perderse casi por completo su segunda temporada en Canadá. Mediada la temporada siguiente fue traspasdo a Boston Celtics, pero una nueva lesión lo mantuvo alejado de las pistas un buen número de partidos. Al año siguiente regresó a Europa para jugar en el Fenerbahçe turco, volviendo a la NBA en la temporada 1999-00, firmando con Indiana Pacers para dar minutos a Rik Smits. Tras una gran temporada del equipo, logran llegar a las finales, cayendo ante los Lakers en la final.
La siguiente temporada sería la última en Estados Unidos. Según reconocería posteriormente, "quería regresar a Europa porque con 31 años sentía que mi carrera iba tocando a su fin. No quería acabarla siendo uno más en el equipo, quería sentirme un jugador importante". En el total de su carrera en la NBA promedió 5,0 puntos y 3,6 rebotes por partido.

### Liga ACB
En 2001 regresa a Europa, concretamente al Real Madrid de la Liga ACB, donde en su única temporada en el equipo blanco promedia 9,9 puntos y 7 rebotes por partido. Al año siguiente ficha por el Joventut de Badalona, donde mejora sus números, promediando 12,6 puntos, 7,4 rebotes y 1,6 asistencias, a pesar de sus continuos problemas con las lesiones. Finalmente en 2005 ficha por el Unicaja de Málaga, donde solamente jugaría 6 partidos de la liga regular, pero ayudaría a que el equipo se hiciera con la Copa del Rey de Baloncesto de esa temporada. Las lesiones pusieron finalmente fin a su carrera.
En sus tres años en la ACB promedió 11,4 puntos y 7,3 rebotes por partido.

### Etapa como entrenador
Tras retirarse del baloncesto en activo aceptó el puesto de ojeador para Europa de los New York Knicks. En la temporada 2007-2008 firma como entrenador asistente a Joan Plaza en el Real Madrid. y una temporada más tarde acompaña a Plaza como entrenador asistente del el CB Sevilla.
En julio de 2011 se confirma su fichaje por el CB Sant Josep Girona de la liga LEB Oro desempeñando por primera vez en su carrera la posición de entrenador principal de un club de élite.
Al curso siguiente se hizo cargo del Trefl Sopot, uno de los equipos punteros en Polonia, club del que salió para ponerse al frente del Baskonia, entonces denominado Caja Laboral. Tras la destitución de Duško Ivanović en noviembre de 2012, firmó con Caja Laboral lo que resta de temporada y una más.Como técnico de los vitorianos tuvo un arranque fulgurante con 17 triunfos consecutivos entre Liga Endesa y Euroliga. Concluyó la campaña con un balance de 21 – 8 en la competición doméstica y de 12 – 10 en la continental, cayendo en cuartos de final de ACB frente al Gran Canaria y en la misma ronda de Euroliga ante el CSKA de Moscú.
En julio de 2014 firmó como entrenador asistente del Real Madrid para la temporada 2014-2015. Tanto previa como posteriormente ha ejercido funciones de técnico ayudante, primero de Joan Plaza en el Real Madrid y el Cajasol, y más tarde de Pablo Laso en el conjunto madridista. Además, también formó parte del cuerpo técnico de la selección de Croacia en la Copa del Mundo que se disputó en 2014.
En julio de 2015 se convierte en entrenador del Baloncesto Fuenlabrada de la Liga Endesa, entrenando durante 6 jornadas al equipo madrileño, hasta que recibe una oferta del Maccabi Tel Aviv de la Liga Israelí Ligat Winner, para sustituir a Guy Goodes.
En julio de 2016, firma con el nuevo proyecto del Betis Energía Plus.
Desde 2018 a 2021 sería el seleccionador de la Selección de baloncesto de Eslovaquia.
En 2019 firma como entrenador del Stelmet Zielona Góra de la Polska Liga Koszykówki.
En junio de 2021 se hizo oficial su fichaje por el Hereda San Pablo Burgos de la liga ACB.
El 15 de noviembre de 2021, finaliza su vinculación como entrenador del primer equipo del Hereda San Pablo Burgos de la liga ACB.
El 9 de mayo de 2022, firma por el Trefl Sopot de la TBL, al que regresa diez años después.

## Estadísticas de su carrera en la NBA

### Temporada regular
| Temp.   | Edad | Equipo  | Liga | P   | TIT | MIN  | TC  | TCA | %TC  | 3P  | 3PA | %3P  | TL  | TLA | %TL  | R.OF. | R.DEF. | REB | ASIS | ROB | TAP | PER | FP  | PTS |
| 1994-95 | 24   | Houston | NBA  | 37  | 0   | 4.9  | 0.6 | 1.4 | .453 | 0.0 | 0.0 | .000 | 0.7 | 1.2 | .614 | 0.6   | 0.9    | 1.5 | 0.1  | 0.1 | 0.2 | 0.5 | 1.0 | 2.0 |
| 1995-96 | 25   | Toronto | NBA  | 67  | 18  | 19.9 | 3.4 | 6.2 | .543 | 0.0 | 0.0 | .000 | 1.0 | 1.7 | .561 | 1.7   | 3.0    | 4.8 | 0.9  | 0.4 | 0.5 | 1.5 | 3.0 | 7.7 |
| 1996-97 | 26   | Toronto | NBA  | 13  | 4   | 16.8 | 2.5 | 5.5 | .451 | 0.0 | 0.0 |      | 1.5 | 2.2 | .690 | 1.5   | 2.2    | 3.8 | 1.1  | 0.5 | 0.8 | 1.6 | 2.7 | 6.5 |
| 1997-98 | 27   | TOTAL   | NBA  | 57  | 34  | 17.3 | 2.5 | 5.3 | .467 | 0.0 | 0.0 | .000 | 0.4 | 1.1 | .377 | 1.5   | 2.2    | 3.7 | 0.8  | 0.4 | 0.7 | 1.1 | 2.9 | 5.4 |
| 1997-98 | 27   | Toronto | NBA  | 39  | 29  | 19.3 | 3.0 | 6.4 | .466 | 0.0 | 0.0 | .000 | 0.4 | 1.2 | .333 | 1.5   | 2.4    | 3.9 | 0.9  | 0.4 | 0.7 | 1.1 | 3.0 | 6.4 |
| 1997-98 | 27   | Boston  | NBA  | 18  | 5   | 12.9 | 1.4 | 3.1 | .473 | 0.0 | 0.0 |      | 0.4 | 0.7 | .538 | 1.4   | 1.8    | 3.2 | 0.7  | 0.3 | 0.6 | 0.9 | 2.6 | 3.3 |
| 1999-00 | 29   | Indiana | NBA  | 18  | 0   | 6.3  | 0.9 | 1.9 | .471 | 0.0 | 0.0 |      | 0.3 | 0.4 | .625 | 0.9   | 0.9    | 1.8 | 0.2  | 0.2 | 0.5 | 0.6 | 0.7 | 2.1 |
| 2000-01 | 30   | Indiana | NBA  | 55  | 14  | 14.1 | 1.8 | 3.4 | .527 | 0.0 | 0.0 |      | 0.4 | 0.9 | .426 | 1.2   | 2.7    | 3.9 | 0.6  | 0.2 | 0.5 | 1.0 | 2.3 | 3.9 |
| Total   |      |         | NBA  | 247 | 70  | 14.6 | 2.2 | 4.3 | .506 | 0.0 | 0.0 | .000 | 0.6 | 1.2 | .525 | 1.3   | 2.3    | 3.6 | 0.7  | 0.3 | 0.5 | 1.1 | 2.3 | 5.0 |

### Playoffs
| Temp. | Edad | Equipo  | Liga | P  | MIN | TCA | TC | 3PA | 3P | TLA | TL | R.OF. | REB | ASIS | ROB | TAP | PER | FP | PTS | %TC  | %3P | %FT   | MIN | PTS | REB | AST |
| 1995  | 24   | Houston | NBA  | 8  | 31  | 2   | 5  | 0   | 0  | 2   | 2  | 1     | 1   | 1    | 1   | 3   | 2   | 5  | 6   | .400 |     | 1.000 | 3.9 | 0.8 | 0.1 | 0.1 |
| 2000  | 29   | Indiana | NBA  | 10 | 47  | 4   | 8  | 0   | 0  | 4   | 4  | 4     | 16  | 0    | 0   | 2   | 1   | 10 | 12  | .500 |     | 1.000 | 4.7 | 1.2 | 1.6 | 0.0 |
| 2001  | 30   | Indiana | NBA  | 2  | 10  | 0   | 4  | 0   | 0  | 1   | 2  | 3     | 3   | 0    | 0   | 0   | 0   | 2  | 1   | .000 |     | .500  | 5.0 | 0.5 | 1.5 | 0.0 |
| Total |      |         | NBA  | 20 | 88  | 6   | 17 | 0   | 0  | 7   | 8  | 8     | 20  | 1    | 1   | 5   | 3   | 17 | 19  | .353 |     | .875  | 4.4 | 1.0 | 1.0 | 0.1 |